# 840'erne
Århundreder: 8. århundrede – 9. århundrede – 10. århundrede
Årtier: 800'erne 810'erne 820'erne 830'erne – 840'erne – 850'erne 860'erne 870'erne 880'erne 890'erne 900'erne
År: 840 841 842 843 844 845 846 847 848 849

## Personer
- Den frankiske kejser Louis Den Hellige dør.